# Shokhboz Umarov
Shoxboz Umarov (Tashkent, 9 marzo 1999) è un calciatore uzbeko, attaccante del Tūran Türkistan.

## Carriera

### Club
Ha esordito nel 2018 giocando nella massima serie uzbeka con l'AGMK Olmaliq. Nel 2020 si trasferisce in Bielorussia, firmano per l'Ėnerhetyk-BDU Minsk, giocando da titolare fisso per tutta la stagione 2020.
A inizio 2021, si trasferisce al BATĖ Borisov, formazione con cui vince una coppa nazionale.
Nell'estate del 2022 si trasferisce, con la formula del prestito, alla formazione kazaka dell'Ordabasy. Successivamente, a inizio 2023, viene acquistato a titolo definitivo.

### Nazionale
Ha esordito in nazionale maggiore il 9 ottobre 2021 nell'amichevole Uzbekistan-Malaysia (5-1). Nel 2024 ha partecipato alla Coppa d'Asia.

## Palmarès

### Club

#### Competizioni nazionali
- Coppa di Bielorussia: 1

BATĖ Borisov: 2021-2022
- Coppa del Kazakistan: 1

Ordabasy: 2022
- Campionato kazako: 1

Ordabasy: 2023